# カール・シュパンゲンバーグ
カール・シュパンゲンバーグ（Karl Spangenberg）はアメリカのエンジニア、社会科学者、学者、未来学者、作家、先見者である。

## 所属
アメリカ物理学会の会員であり、1934年にIRE（現IEEE）のアソシエイト、1945年にシニアメンバー、1949年にフェローとなった。

## 著作
シュパンゲンバーグは、『Vacuum Tubes』（1948年）と 『Fundamentals of Electron Devices（電子デバイスの基礎）』を著し、『Electromagnetics in Space（宇宙における電磁気学）：Antenna Considerations as Related to Space Communications』（1965年）を編集した。

## 来歴
1932年にケース工科大学で電気工学の学士号、1933年に修士号を、1937年にオハイオ州立大学コロンバス校で博士号を取得した。
博士課程の指導教官は、全米工学アカデミーの創立メンバーであるウィリアム・リテル・エヴェリットだった。
シュパンゲンバーグは、カリフォルニア州のスタンフォード大学電気工学科で数十年間教鞭をとっていた。
ウィリス・ハーマン、ロバート・ヘリウェル、チータン・サーなど、スタンフォード大学出身の優れた科学者たちを指導した。
第二次世界大戦中のヨーロッパ戦線では、1948年から1948年まで海軍研究所のエレクトロニクス部門長を務めた。
1952年から1954年までブラジル、サンパウロ州航空技術研究所電子工学部長。
1960年代初頭まで、主にサンフランシスコのベイエリアで、さまざまな企業のエンジニアリング・マネジメントや教育に関するコンサルタントとして活躍していた。

## 受賞・栄典
パロアルトのシュパンゲンバーグ劇場は、彼に敬意を表して命名された。